# Ołena Żupina
Ołena Hryhoriwna Żupina (ukr. Олена Григорівна Жупіна; ur. 23 sierpnia 1973 w Zaporożu) – ukraińska skoczkini do wody, brązowa medalistka olimpijska, dwukrotna mistrzyni świata, ośmiokrotna medalistka mistrzostw Europy, dwukrotna medalistka uniwersjady, uczestniczka igrzysk olimpijskich w Atlancie, Sydney i Atenach.

## Przebieg kariery
W 1993 wystartowała w mistrzostwach Europy, gdzie zdobyła brązowy medal w konkurencji skoku z wieży 10 m. Rok później zadebiutowała na mistrzostwach świata, gdzie zajęła 11. pozycję w skoku z trampoliny 3 m oraz 14. pozycję w skoku z wieży 10 m.
Brała udział w igrzyskach olimpijskich w Atlancie, na których wystąpiła w dwóch konkurencjach. W konkurencji skoku z trampoliny 3 m uzyskała w finale wynik 507,27 pkt i zajęła 5. pozycję, natomiast w konkurencji skoku z wieży 10 m również awansowała do finału, gdzie zdobyła 437,01 pkt i zajęła 6. pozycję w tabeli wyników.
W 1998 została dwukrotną mistrzynią świata w konkurencji skoku z wieży – zarówno indywidualnie, jak i synchronicznie. Z kolei rok później otrzymała dwa złote medale mistrzostw Europy, w konkurencjach skoku z wieży 10 m indywidualnie oraz skoku z trampoliny 3 m synchronicznie. W 2000 zdobyła na mistrzostwach Europy trzy brązowe medale, w konkurencji skoku z trampoliny 3 m synchronicznie oraz skoku z wieży 10 m (indywidualnie i synchronicznie).
Była uczestniczką igrzysk olimpijskich w Sydney. W konkurencji skoku z wieży 10 m indywidualnie zajęła 6. pozycję z łącznym wynikiem 489,09 pkt, natomiast do konkurencji skoku z trampoliny 3 m synchronicznie przystąpiła z Hanną Sorokiną, gdzie razem uzyskały w finale wynik 290,34 pkt i zdobyły brązowy medal.
Bardzo dobre wyniki uzyskała na mistrzostwach świata w Fukuoce, choć nie zdobyła żadnego medalu. W konkurencji skoku z trampoliny 3 m synchronicznie, jak również skoku z wieży 10 m indywidualnie zajęła 4. pozycję. Wywalczyła również dwa srebrne medale uniwersjady (której zawody rozegrano w Pekinie) w skoku synchronicznym z trampoliny i w zawodach drużynowych. W 2002 otrzymała srebrny medal mistrzostw Europy w konkurencji skoku z wieży 10 m synchronicznie, dwa lata później ponownie została wicemistrzynią Europy w skoku z wieży, tym razem indywidualnie.
Na igrzyskach olimpijskich w Atenach zajęła 9. pozycję w konkurencji skoku z wieży 10 m indywidualnie, uzyskując łączną notę 497,70 pkt.